# Den glade Chauffør
Den glade Chauffør er en amerikansk stumfilm fra 1920 af Sam Wood.

## Medvirkende
- Wallace Reid
- Ann Little som Dorothy Ward Walden
- Theodore Roberts som J.D. Ward
- Guy Oliver som Darby
- Otto Brower som Max Henderson
- Tully Marshall som Mutchler
- Walter Long som Ritz